# Südstadion
Südstadion är en fotbollsarena i Köln, Tyskland med en kapacitet på 11 748 åskådare varav 1 863 sittplatser är under tak.

## Historia
Arenan byggdes 1978 och renoverades 2012. Vid renovationen adderades ett nytt tak, nya strålkastare, ett nytt ljudsystem, nya toaletter och även utrymmen för biljettförsäljning. Efter SC Fortuna Kölns avancemang till 3. Liga 2014 renoverades arenan på nytt genom att bygga en avskiljning mellan hemma och borta supportrar. Nya nödutgångar, kameraövervakning och förbättring av säkerheten var andra förbättringar som genomfördes. Fortsatta planer för att renovera arenan presenterades 2015.

## Övrig användning
SC Fortuna Köln använder arenan för sina hemmamatcher. Cologne Falcons och 1. FC Köln II använder även de arenan för vissa av sina matcher.